# Lampart hinduski
Lampart hinduski (Panthera pardus fusca) – podgatunek lamparta plamistego, ssaka z rodziny kotowatych (Felidae), występujący na subkontynencie indyjskim.

## Systematyka
Felis fusca to nazwa naukowa zaproponowana przez Friedricha Albrechta Antona Meyera w 1794 roku, który opisał melanistycznego osobnika z Bengalu wystawionego w Tower of London. Leopardus perniger zaproponowany przez Briana Houghtona Hodgsona w 1863 roku na podstawie pięciu skór lamparta z Nepalu, z czego trzy były czarne. Jako siedlisko wymienił Sikkim i Nepal. W 1930 roku Reginald Innes Pocock opisał podgatunek jako Panthera pardus millardi w oparciu pojedynczą skórę i czaszkę osobnika z Kaszmiru. Różniła się od typowego P. p. fusca o dłuższej sierści i bardziej szarawym kolorze. 
Ponieważ populacje lampartów hinduskich w Nepalu, Sikkimie i Kaszmirze nie są geograficznie odizolowane od populacji lampartów na subkontynencie indyjskim, w 1996 roku zaliczono je do P. p. fusca. Rzeka Indus na zachodzie i Himalaje na północy tworzą bariery topograficzne uniemożliwiające rozprzestrzenianie się tego podgatunku. Uważa się, że wschód Delty Gangesu i dolny bieg rzeki Brahmaputry tworzą naturalne bariery ograniczające zasięg lamparta indochińskiego.
Analiza genetyczna 49 próbek skóry lamparta zebranych w regionach Azad Dżammu i Kaszmir i Galyat w północnym Pakistanie ujawniła haplotypy zarówno lamparta perskiego, jak i hinduskiego, co wskazuje na hybrydyzację obu podgatunków w tym regionie.

## Występowanie
Lampart indyjski występuje w Indiach, Nepalu, Bhutanie i częściach Pakistanu. W Bangladeszu nie ma zdolnej do życia populacji lampartów, ale sporadycznie można je spotkać w lasach Srihotto, wzgórzach Ćottogram i Koks Badźar. Zamieszkuje tropikalne lasy deszczowe, suche lasy liściaste, lasy umiarkowane i północne lasy iglaste, ale nie występuje w lasach namorzynowych Sundarbanów. W południowym Tybecie odnotowano go w Narodowym Rezerwacie Przyrody Qomolangma. W obszarze chronionym Kanczendzonga w Nepalu sfotografowano melanistycznego lamparta na wysokości 4300 metrów przez fotopułapkę w maju 2012 roku.

### Zasięg w Indiach

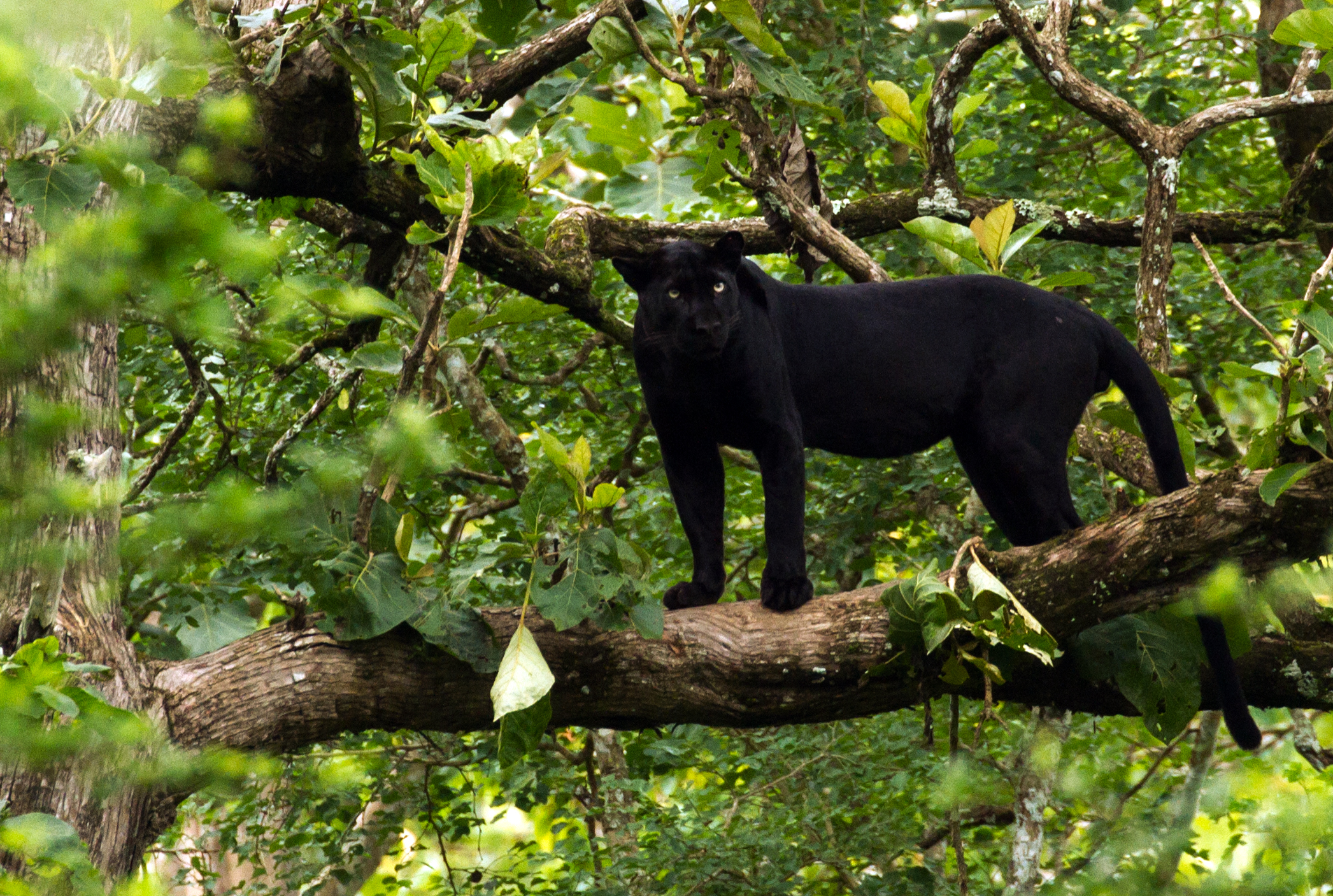
Melanistyczny osobnik w Parku Narodowym Nagarhole

W 2015 roku przeprowadzono pierwsze liczenie lampartów hinduskich na terenie Indii, stosując tę samą metodę liczenia, co w przypadku tygrysów bengalskich. Szacowano, że w tygrysich siedliskach i wokół nich żyło 7910 lampartów. Spekulowano, że w całym kraju żyje około 12–14 tys. osobników. Badania te nie obejmowały Gudźaratu, części Radżastanu oraz wschodnich oraz północno-wschodnich Indii
Według stanu na 2022 rok indyjską populację lampartów hinduskich w siedliskach leśnych i obszarach występowania tygrysów szacuje się na 13,8 tys. płodnych osobników, co oznacza zwiększenie populacji względem 2018 roku o 7,3%. Choć w stanie Uttar Pradesh lokalnie ich liczba wzrosła, z kolei w Uttarakhand nastąpił spadek. Badane tereny obejmowały wzniesienia poniżej 2600 metrów na Siwalik i Niziny Hindustańskiej, w Indiach Środkowych, Ghatach Wschodnich i Zachodnich, a także w dorzeczu Brahmaputry i na wzgórzach w północno-wschodnich Indiach.

## Zagrożenia
Polowanie na lamparty indyjskie w celu nielegalnego handlu dziką fauną i florą stanowi największe zagrożenie dla ich przetrwania. Zagrożone są także utratą siedlisk i fragmentacją wcześniej połączonych populacji, a także różnymi poziomami konfliktu między człowiekiem a lampartem w krajobrazach zdominowanych przez człowieka.
Wraz z rozwojem obszarów miejskich naturalne siedliska lampartów skurczyły się, w wyniku czego lamparty zapuszczały się na obszary zurbanizowane ze względu na łatwy dostęp do krajowych źródeł pożywienia. W Karnatace jest wiele takich konfliktów. W ostatnich latach w Bengaluru zaobserwowano lamparty, a wydział leśny schwytał sześć lampartów na obrzeżach miasta, a cztery z nich przeniósł w różne inne miejsca.
Powiększanie gruntów użytkowanych rolniczo, wkraczanie ludzi i ich zwierząt gospodarskich na obszary chronione to główne czynniki przyczyniające się do utraty siedlisk i zmniejszenia liczby dzikich ofiar. W rezultacie lamparty zbliżają się do osiedli ludzkich, gdzie ich ważnym elementem ich diety są zwierzęta gospodarskie i domowe. W efekcie lamparty są uważane przez mieszkańców wiosek za niepożądanych intruzów i odwecie za ataki są odstrzeliwane, trute bądź więzione w sidłach. Ekolodzy krytykują te działania, twierdząc, że ludzie wkraczają w rodzime siedlisko lamparta. Departament Leśnictwa Indii zezwala zastawiać pułapki tylko w przypadku ataku lamparta na ludzi. Jeśli tylko obecność tłumu ludzi uniemożliwi lampartowi ucieczkę, należy rozproszyć tłum i pozwolić zwierzęciu uciec.
Częstotliwość ataków lampartów na ludzi różni się w zależności od regionu geograficznego i okresu historycznego. Historycznie, wraz z szybką urbanizacją na przełomie XIX i XX wieku, ataki lampartów mogły w tamtych czasach osiągnąć szczyt w Indiach. Ponieważ w Indiach i Nepalu żyje większość populacji lampartów hinduskich, w związku z tym regularnie zgłaszane są ataki tylko z tych krajów. Spośród pięciu „wielkich kotów ” lamparty rzadziej stają się ludożercami – jedynie jaguary i irbisy śnieżne rzadziej atakują ludzi. Chociaż lamparty na ogół unikają ludzi, tolerują ich bliskość lepiej niż lwy i tygrysy i często wchodzą w konflikt z ludźmi podczas napadania na zwierzęta gospodarskie.

## Odniesienia w kulturze popularnej
- Indyjski melanistyczny lampart o imieniu Bagheera pojawia się w zbiorach opowiadań Księga dżungli (1894) i Druga księga dżungli (1895) Rudyarda Kiplinga a także w ich filmowych adaptacjach[26][27][28][29].
- Książka Ludojady z Kumaonu (1944) Jima Corbetta relacjonuje przypadki ataków lampartów i tygrysów na ludzi w Kumaon[30].
- W hongkońskim filmie The Mighty Peking Man (1977) lampart jest jednym z oswojonych zwierząt Samanthy w indyjskiej głuszy[31].
- Maratyjski film Ajoba (2014) opowiada o trwającej 29 dni wędrówce tytułowego lamparta z Malshej Ghat do Mumbaju[32].
- Wedle miejscowych mieszkańców Ghatów Zachodnich na wysoko położonych łąkach lasu Anamudi żyje lampart o ciemnoszarej sierści zwany pogeyan[33].